# Ryzoderma

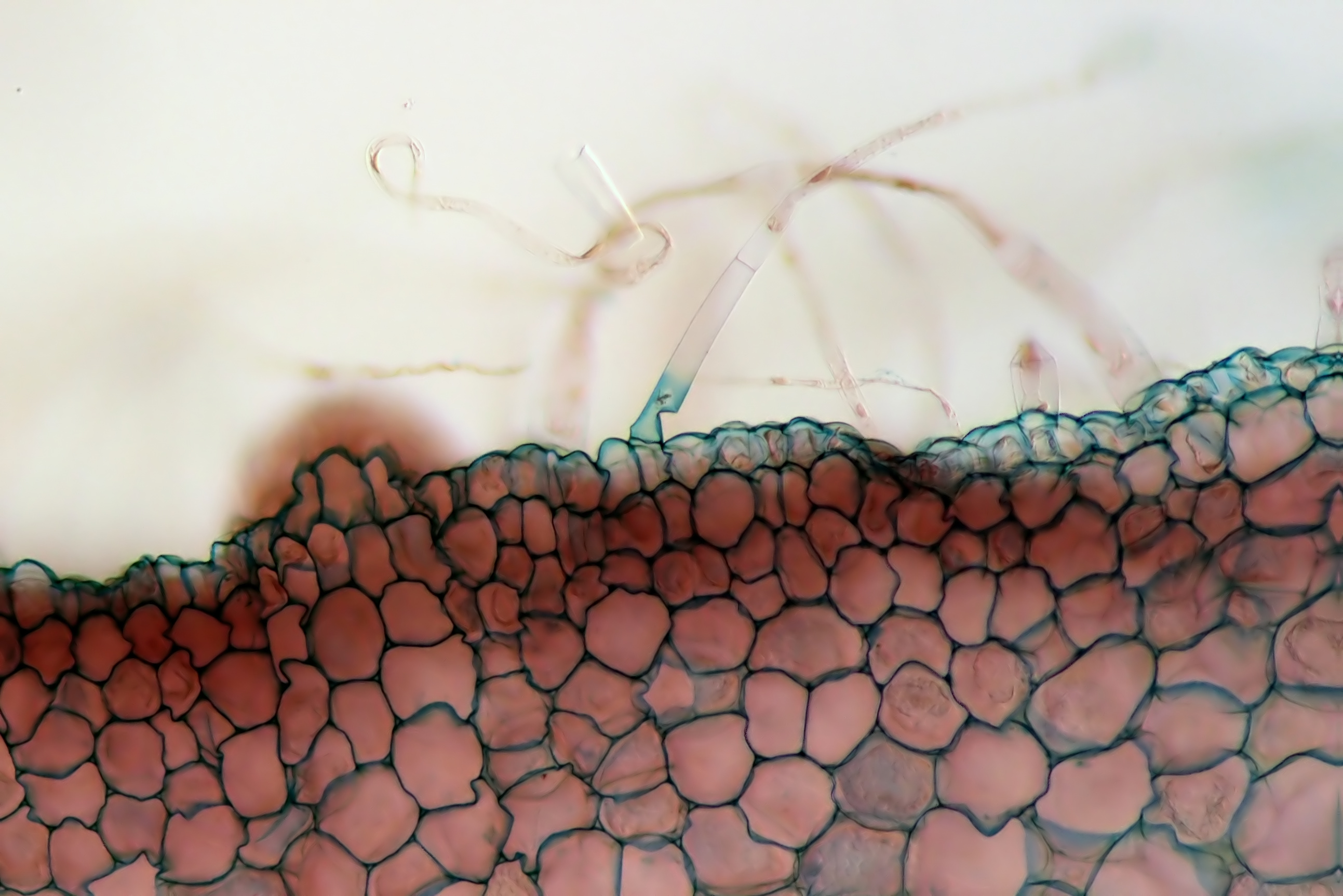
Fragment korzenia Solanum tuberosum z okrywającą go epiblemą

Ryzoderma, epiblema, skórka korzenia – pierwotna tkanka okrywająca korzenie. Występuje w młodych partiach korzeni. Główną funkcją ryzodermy jest pobieranie wody i soli mineralnych z gleby, a także w niewielkim stopniu wymiana gazowa. 
W celu właściwej realizacji funkcji cechuje się dużą powierzchnią styku ze środowiskiem (czyli z glebą) i łatwą przepuszczalnością. Tkanka ta jest tworzona przez jedną warstwę żywych komórek o kształcie prozenchymatycznym (wydłużonym), ściśle do siebie przylegających. Ściany komórkowe są pierwotne, nie pokrywa ich kutykula. Cytoplazma silnie zwakuolizowana, pozbawiona na ogół chloroplastów. Niektóre komórki (trichoblasty) uwypuklają się na zewnątrz tworząc włośniki, zwiększa to powierzchnie chłonną korzenia (pobieranie wody wraz z solami mineralnymi). Trichoblasty u krzyżowych wykształcają się jedynie z komórek ryzodermy, które kontaktują się z dwiema komórkami kory pierwotnej. Jeżeli komórka ryzodermy styka się z tylko jedną komórką kory pierwotnej nie przekształca się w komórkę włośnikową. W efekcie trichoblasty występują w równoległych, niekontaktujących się ze sobą szeregach.  Włośniki nie występują na korzeniach roślin rosnących w wodzie. Ryzoderma odpowiada również za wydzielanie z korzenia do gleby niektórych substancji. 
W miarę rozwoju korzenia tkanka ta zastępowana jest przez perydermę (korkowicę – wtórną tkankę okrywającą) wytwarzaną przez okolnicę. 
Ważnym zadaniem ryzodermy jest również ochrona przed infekcją.